# ぱちんこCR真・北斗無双
ぱちんこCR真・北斗無双（ぱちんこシーアールしん・ほくとむそう）は、2016年にサミーから発売されたデジパチタイプのパチンコ（CR機）。
確変STタイプで確率変動（確変）と時間短縮（時短）を搭載しており、コーエー発売のゲーム『北斗無双』とのコラボ機となっている。キャッチコピーは「見たこともない北斗を見せてやろう。」

## スペック
ぱちんこCR真・北斗無双FWN
- 賞球数 1&3&15
- 大当たり確率 1/319→1/81.2
- 確変割合 50%/時短100回転まで(ヘソ)
100%/時短130回転まで(電チュー)
- 時短突入条件 すべての大当たり終了後100回転
- 平均出玉 約600or900or1200or2400個